# Cristina de Hesse
Cristina de Hesse (29 de junho de 1543 - 13 de maio de 1604) duquesa-consorte de Holstein-Gottorp, como esposa do duque Adolfo de Holsácia-Gottorp. Teve alguma influência política enquanto viúva em 1586.

## Biografia
Cristina nasceu em Kassel, filha do conde Filipe I de Hesse e da sua esposa, a duquesa Cristina da Saxónia. Recebeu uma educação protestante rigorosa dada pela sua tia, a duquesa-viúva Isabel da Saxónia.
Recebeu uma proposta de casamento do rei Érico XIV da Suécia, mas o casamento nunca aconteceu. O copo-de-água do seu casamento acabou por se tornar um escândalo, devido ao facto de os convidados terem consumido demasiado álcool. Em 1565, o Castelo de Gottorp foi destruído num incêndio juntamente com a grande maioria dos bens de Cristina.
Como duquesa, Cristina apoiou igrejas e escolas e ofereceu bolsas de estudo a estudantes pobres que escolhessem teologia. Interessava-se por medicina e produzia os seus próprios medicamentos.
Tendo-se tornado viúva em 1586, Cristina defendeu os direitos do seu filho Filipe contra o conselho. Compôs também um livro de salmos intitulado Geistliche Psalmen und Lieder em 1590.

## Casamento e descendência
A 17 de dezembro de 1564, Cristina casou-se com o duque Adolfo de Holstein-Gottorp e teve os seguintes filhos:
1. Frederico II, Duque de Holsácia-Gottorp (21 de abril de 1568 - 15 de junho de 1587), morreu aos dezanove anos de idade; sem descendência.
2. Sofia (1 de junho de 1569 - 14 de novembro de 1634), casada com o duque João VII de Mecklemburgo; com descendência.
3. Filipe (10 de agosto de 1570 - 18 de outubro de 1590), morreu aos vinte anos de idade.
4. Cristina (13 de abril de 1573 – 8 de dezembro de 1625), casada com o rei Carlos IX da Suécia; com descendência.
5. Isabel (11 de março de 1574 - 13 de janeiro de 1587), morreu aos doze anos de idade.
6. João Adolfo, Duque de Holsácia-Gottorp (27 de fevereiro de 1575 – 31 de março de 1616), príncipe-bispo de Bremen, Lübeck e depois duque de Holstein-Gottorp; casado com a princesa Augusta da Dinamarca; com descendência.
7. Ana (27 de fevereiro de 1575 – 24 de abril de 1625), casada com o duque Enno III da Frísia Oriental; com descendência.
8. Cristiano (29 de maio de 1576 - 22 de abril de 1577), morreu com poucos meses de idade.
9. Inês (20 de dezembro de 1578 – 1627), morreu solteira e sem descendência.
10. João Frederico de Holsácia-Gottorp (1 de setembro de 1579 – 3 de setembro de 1634), príncipe-bispo de Bremen, Lübeck e Verden.

## Genealogia
| Cristina de Hesse | Pai: Filipe I de Hesse   | Avô paterno: Guilherme II, Conde de Hesse | Bisavô paterno: Luís II do Baixo Hesse           |
| Cristina de Hesse | Pai: Filipe I de Hesse   | Avô paterno: Guilherme II, Conde de Hesse | Bisavó paterna: Matilde de Württemberg-Urach     |
| Cristina de Hesse | Pai: Filipe I de Hesse   | Avó paterna: Ana de Meclemburgo-Schwerin  | Bisavô paterno: Magno II de Meclemburgo-Schwerin |
| Cristina de Hesse | Pai: Filipe I de Hesse   | Avó paterna: Ana de Meclemburgo-Schwerin  | Bisavó paterna: Sofia da Pomerânia-Estetino      |
| Cristina de Hesse | Mãe: Cristina da Saxónia | Avô materno: Jorge da Saxônia             | Bisavô materno: Alberto III, Duque da Saxónia    |
| Cristina de Hesse | Mãe: Cristina da Saxónia | Avô materno: Jorge da Saxônia             | Bisavó materna: Sidônia de Poděbrady             |
| Cristina de Hesse | Mãe: Cristina da Saxónia | Avó materna: Bárbara da Polónia           | Bisavô materno: Casimiro IV Jagelão da Polônia   |
| Cristina de Hesse | Mãe: Cristina da Saxónia | Avó materna: Bárbara da Polónia           | Bisavó materna: Isabel da Áustria                |